# سیارک ۱۳۲۲۹
سیارک ۱۳۲۲۹ (به انگلیسی: 13229 Echion، نامگذاری:1997VB1) سیزده هزار و دویست و بیست و نهمین سیارک کشف شده‌است که در ۲ نوامبر ۱۹۹۷ کشف شد.
قدر مطلق سیارک برابر ۱۱٫۴۰ است.